# Колупаевы (деревня)
 Колупаевы  — деревня в Орловском районе Кировской области. Входит в состав Орловского сельского поселения.

## География
Расположена на расстоянии примерно 17 км по прямой на север-северо-восток от райцентра города Орлова.

## История
Известна с 1719 года как починок Поломский с населением 5 душ мужского пола, в 1764 году 19 жителей, в 1802 3 двора. В 1873 году здесь (починок Поломский или Колупаевы) дворов 6 и жителей 56, в 1905 14 и 87, в 1926 (Колупаевы или Поломский) 15 и 72, в 1950 11 и 45, в 1989 3 жителя. С 2006 по 2011 год входила в состав Кузнецовского сельского поселения.

## Население
Постоянное население составляло 1 человек (русские 100%) в 2002 году, 0 в 2010.